# Józef Glemp
Kardinal Józef Glemp (født 28. december 1929, død 23. januar 2013) var ærkebiskop af Warszawa fra 7. juli 1981 til 6. december 2006 og primas for den katolske kirke i Polen. 
Under den tyske besættelse af Polen under Anden Verdenskrig var han og hans yngre søskende tvangsarbejdere på en tyskdrevet bondegård. Hans skolegang og uddannelse var blevet afbrudt af krigen, så han blev ikke præsteviet før i 1959. Efter videre studier i Rom vendte han tilbage til Gniezno, hvor han blev leder af stiftet præsteuddannelse. Senere underviste han i kirkeret ved Warszawas akademi for katolsk teologi. 
Glemp blev udnævnt til biskop af Warmia i 1979 af sin landsmand Pave Johannes Paul II. I 1981, efter kardinal Stefan Wyszyńskis død, blev han udnævnt til ærkebiskop af Gniezno, og samtidig blev han primas for kirken i Polen. Ærkebispedømmet Gniezno var dengang, under kommuniststyret, kombineret ved personalunion med ærkebispedømmet Warszawa (således at de to bispesæder blev ledet af samme ærkebiskop). 
Da Wojciech Jaruzelski den 13. december 1981 erklærede Polen i undtagelsestilstand, gik Glemp på statsligt tv og opfordrede opfordrede oppositionen til ikke at lade det komme til blodsudgydelser. Af denne grund er Glemp i eftertiden blevet kritiseret for ikke at have gjort nok for at støtte Solidaritet og for at være for imødekommende over for det kommunistiske styre i Polen.
Den 2. februar 1983 blev han udnævnt til kardinal af pave Johannes Paul II.
Ved en gennemgribende omstrukturereing af bispedømmestrukturen i Polen i 1992 fik ærkebispedømmet Gniezno en ærkebiskop for sig selv, og Glemp blev derfor formelt udnævnt til ærkebiskop af Warszawa. Paven bestemte at Glemp samtidig skulle beholde primastitlen. Han besad denne position indtil 2006.
Glemp modtog i 2009 Den Hvide Ørns Orden fra Polens president.